# Thalassarche salvini
L'albatro di Salvin (Thalassarche salvini Rothschild, 1893) è un grosso uccello marino diffuso nell'Oceano Australe. Appartenente alla famiglia dei Diomedeidi, questo mollymawk è stato a lungo considerato una sottospecie dell'albatro cauto. Tuttavia analisi molecolari hanno dimostrato che questo uccello, insieme al suo stretto parente, l'albatro delle Chatham (anch'esso considerato sottospecie dell'albatro cauto), è un sister taxon di T. cauta abbastanza differenziato da esso. Tutte e tre le specie vengono ora per lo più considerate distinte tra loro. L'albatro di Salvin venne descritto per la prima volta da Lord Lionel Walter Rothschild, che lo chiamò così in onore dell'ornitologo Osbert Salvin.

## Descrizione
Ha la testa, il manto e il dorso grigi, e la groppa e le regioni inferiori bianche. Il becco, grigio pallido, ha la cresta e la punta gialli. Si distingue dall'albatro delle Chatham per le maggiori dimensioni ed il becco grigio, e da quello cauto per la testa di color grigio più scuro. In mare, tuttavia, è difficile distinguere le varie specie, e questo spiega la difficoltà nel censire il numero delle popolazioni.

## Comportamento
L'albatro di Salvin nidifica in colonie su tre diversi gruppi di isole sparsi nell'Oceano Australe, le Crozet nell'Oceano Indiano e le Bounty e le Snares a sud della Nuova Zelanda. In settembre viene deposto un unico uovo, covato da entrambi i genitori fino ai primi di novembre. Il pulcino impara a volare dopo circa 4 mesi. Quando si trova in mare questa specie si spinge fino al Sudafrica e all'Australia, e raggiunge ad est le coste del Sudamerica. La popolazione globale è stimata attualmente sulle 65.000 unità, cifra piuttosto inferiore rispetto a quando vennero effettuati i primi studi (nonostante le differenze nel metodo di studio rendano difficile un paragone diretto).